# Десятники
Десятники (бел. Дзесятнікі) — деревня в Воложинском районе Минской области Белоруссии, в составе Вишневского сельсовета (до 2013 года входила в Богдановский сельсовет). Население 152 человека (2009).

## География
Деревня находится на западной оконечности Минской области рядом с границей с Гродненской областью. Богданово находится в 5 км к северо-западу от центра сельсовета деревни Вишнево и в 27 км к северо-западу от райцентра, города Воложин. Посёлок Богданов с ж/д станцией на линии Молодечно — Лида отделён от деревни Десятники ж/д линией. Через Богданово проходит автодорога Воложин — Гольшаны.

### Гидрография
Через деревню протекает река Гольшанка (бассейн Немана). 

## Достопримечательности
- Каплица —  Историко-культурная ценность Республики Беларусь, шифр 613Г000083.
- Могилы солдат Первой мировой войны. Кладбище обустроено в 1922 году, здесь похоронены русские, немецкие и австрийские солдаты. Кладбище небольшое по размерам, расположено на высоком берегу у изгиба реки.
- Памятник немецким солдатам первой мировой войны.

## Галерея

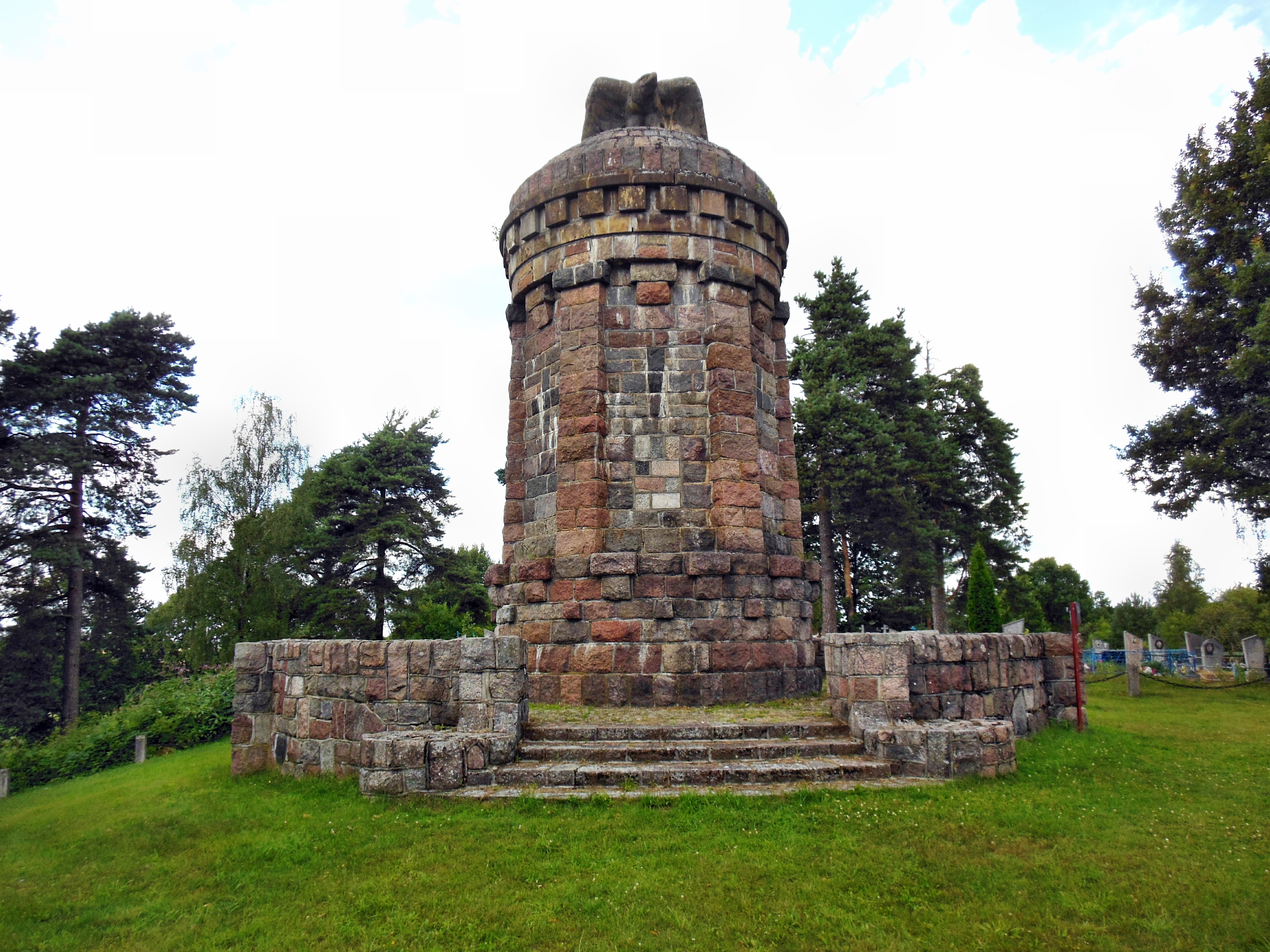
Памятник немецким солдатам Первой мировой войны
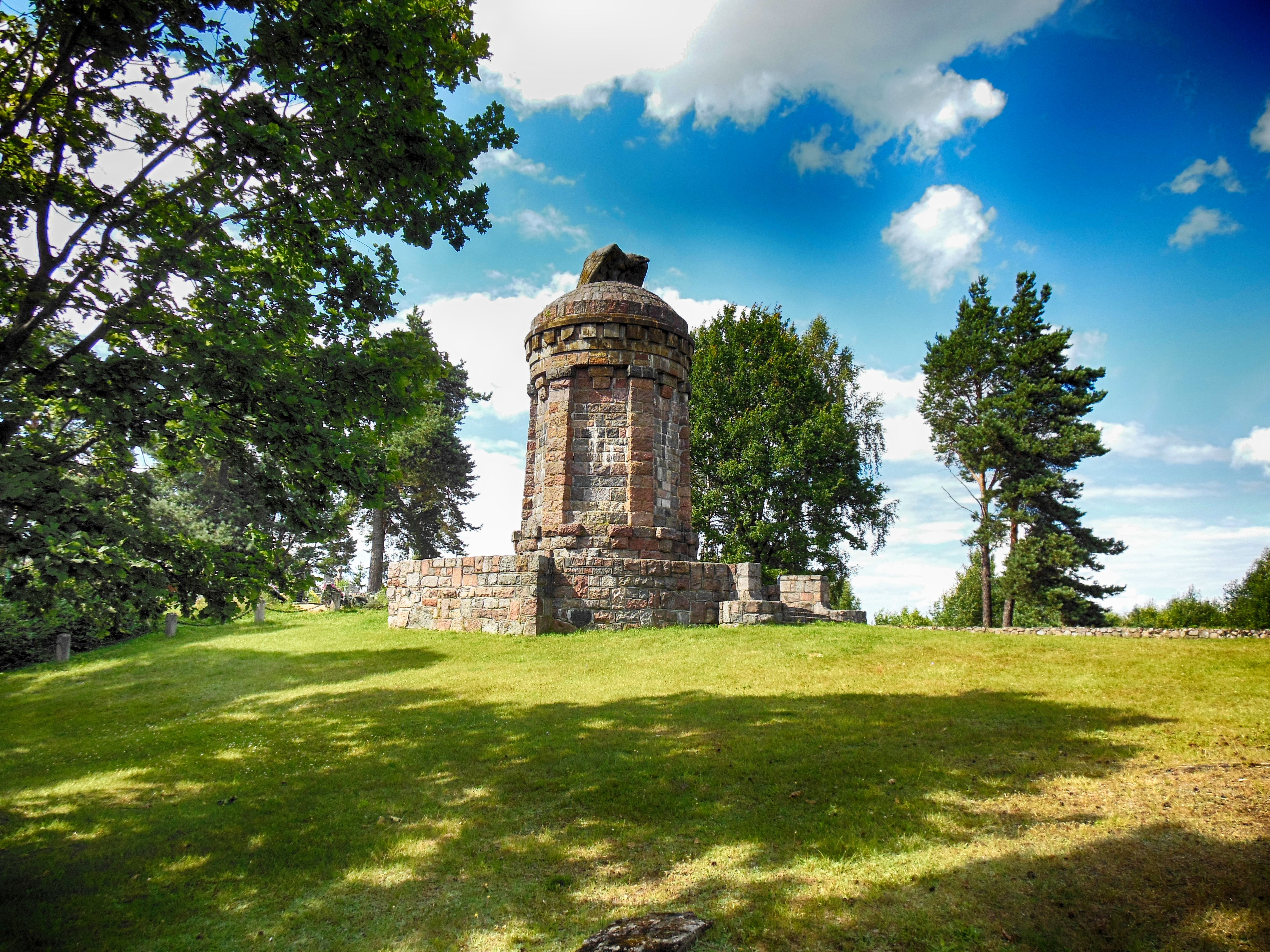
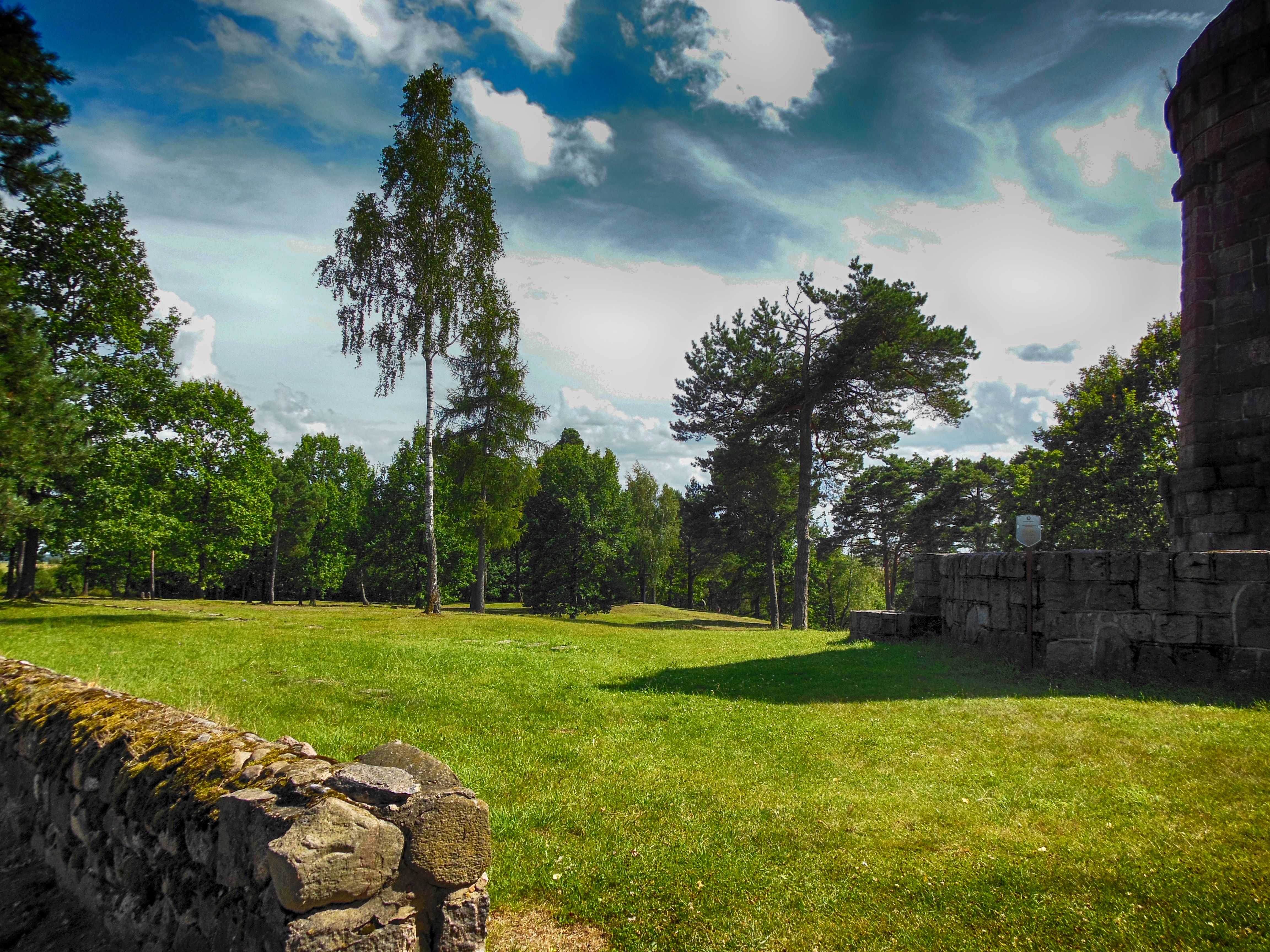
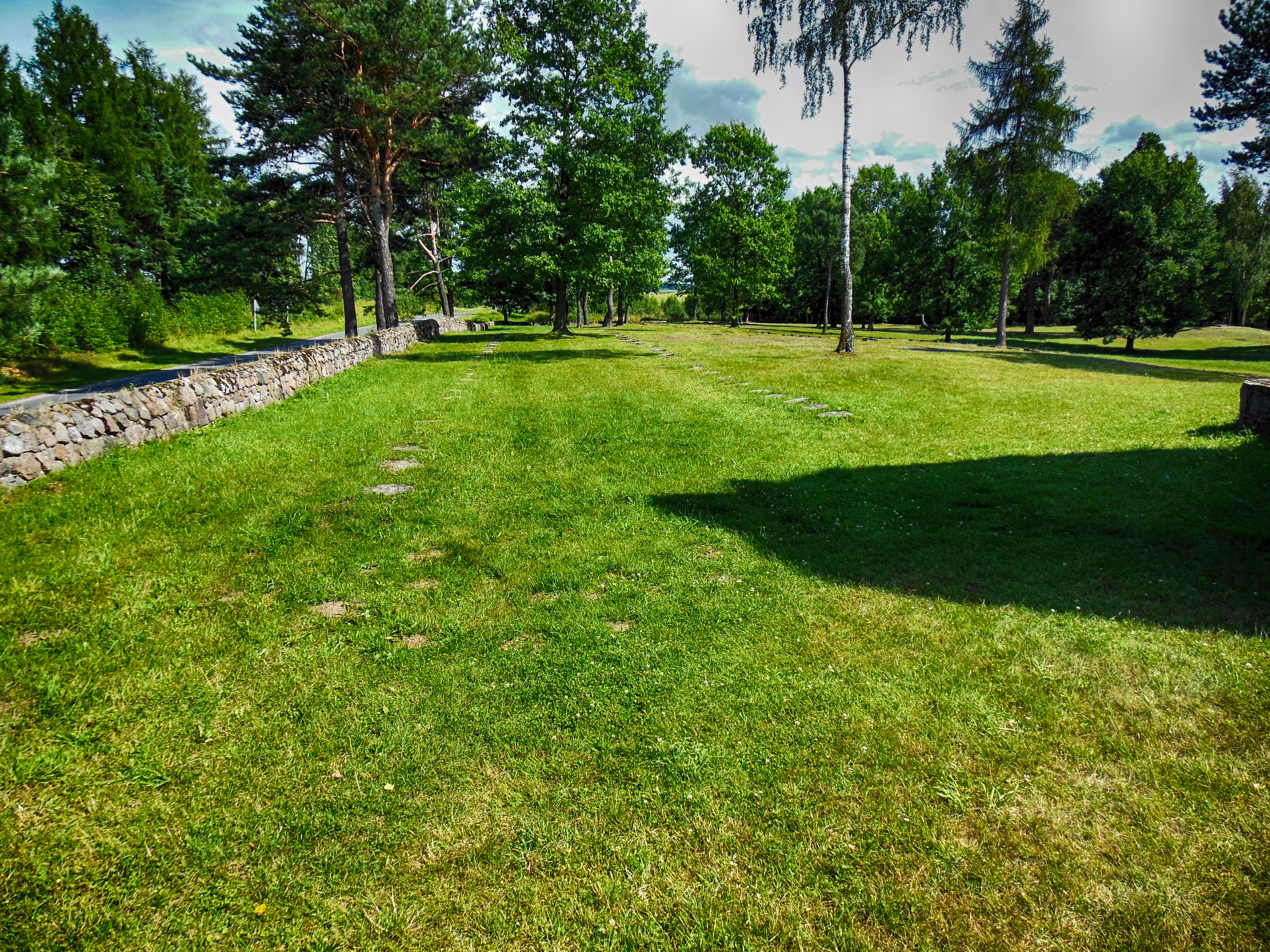
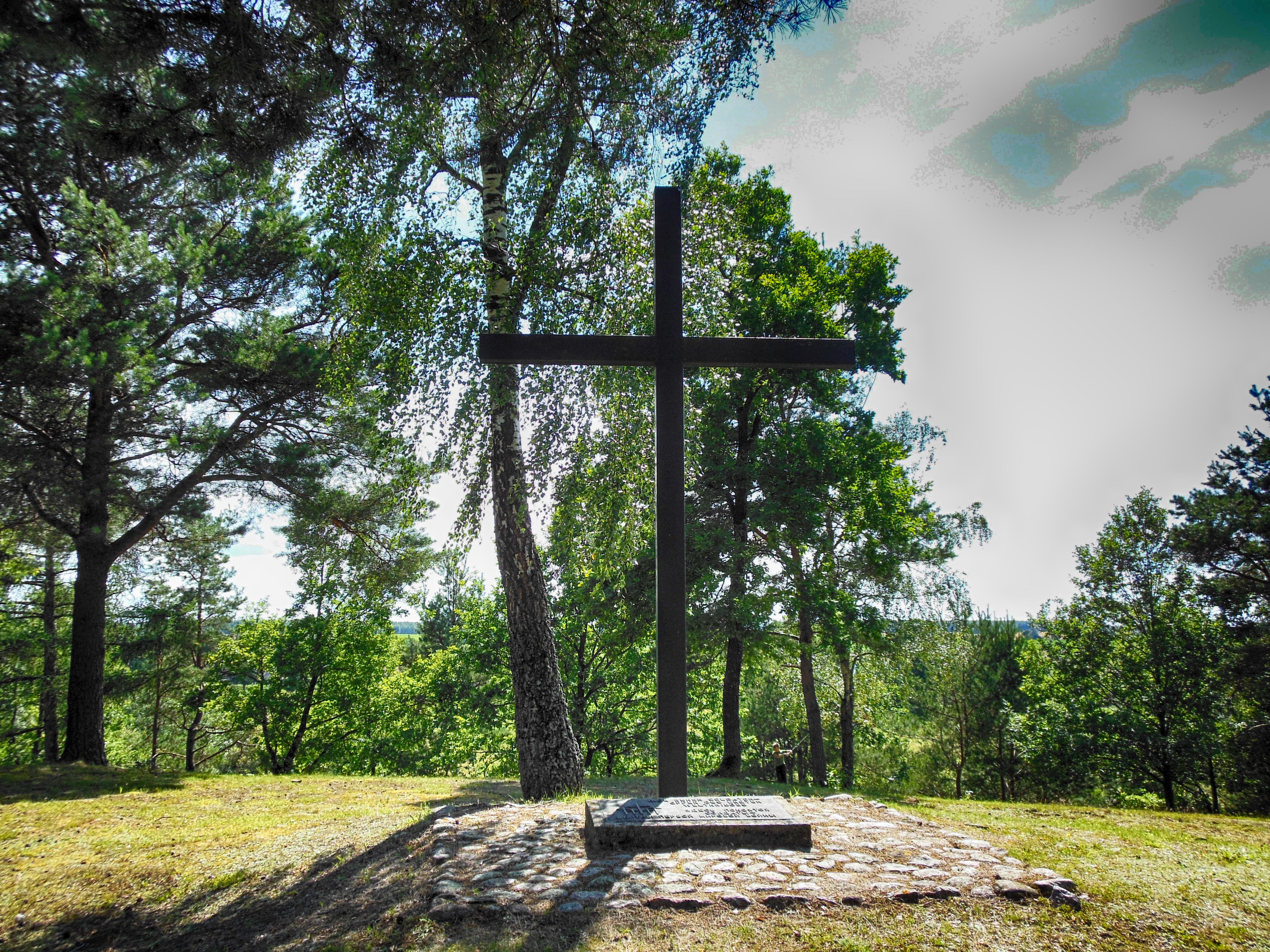